# 이종근 (1919년)
이종근(1919년 11월 1일(음력 9월 9일) ~ 1993년 2월 7일)은 주식회사 종근당을 설립한 충남 출신의 기업가이자 장학 사업가로서, 본관은 전주이씨 양녕대군파 종(鍾) 항렬이다.

## 출생과 유년시절
1919년 11월 1일(음력 9월 9일) 일제 강점기 조선 충청남도 당진군 고대면 성산리(현재의 충청남도 당진시 고대면 성산리) 작동마을에서 이택기와 신택순 사이의 3남 2녀 중 차남으로 태어났다. 1931년 가족은 가난한 농촌을 떠나 서울로 이사하였는데, 처음으로 정착한 곳은 어렁바위라고 불리는 종로구 송월동(松月洞)의 토막촌이다. 1932년 거주지의 화재로 인해 마포구 아현동 산7번지 세칭 굴레방다리 일대에 다시 자리 잡은 이종근은 1932년 4월 화광보통학교(和光普通學校) 3학년에 편입하여, 1934년 2월 졸업하였다.

## 궁본약방 시절
약방을 세우기 전 철공소 견습공과 정미소 쌀 배달원을 거쳐 약품 외판원으로 일했다. 그는 자전거를 타고 서울특별시, 황해도, 충청도 지역의 약방을 돌며 영업을 하던 중 1941년 5월 7일 아현동 282-3번지(현재의 아현초등학교 옆)에 네 평의 가게를 얻어 궁본약방(宮本藥房)을 창업하게 되는데, 이 궁본약방의 개업일이 곧 종근당의 창업일로 지금까지 유지되고 있다. 궁본약방은 1943년 조선총독부의 기업정비령(企業整備令)에 의해 강제로 폐업된다.

## 종근당약방(鍾根堂藥房)
1946년 4월 1일에 종근당약방을 다시 개업했다. 위치는 서대문구 아현동 85-149(현재의 마포구 아현동 서서울삼성아파트 옆)이며, 대지 12평, 건평 24평인 2층 점포의 아래층이었다. 주목할 만한 것은 기업체의 상호에 창업자의 이름인 ‘종근’을 붙였다는 것이다. 그 이유에 대해 이종근은 회고록에서 ‘내 전 인격과 전 생활을 약업에 바치기로 결심한 만큼 내 이름을 감출 이유가 없으므로 버젓하게 이름을 내거는 것이다. 종근당약방이 흥하면 나 이종근이 흥하는 것이고, 망하면 나도 망하는 것이다’라고 하였다.

## 약방에서 제약사로
1948년 해방후 혼란기에 사기를 당해 가짜약품을 유통하다가 서대문경찰서에 피소되었다. 이후 고의가 없다는 것이 증명되어 풀려나기는 했으나 이 사건은 이종근이 직접 약을 만들게 되는 계기가 된다.  이종근은 종근당약방 2층에 대광화학연구소라는 종근당의 첫 연구소를 설립하고 1949년 10월 바셀린에 항생제 다이아진 분말을 혼합해 튜브에 넣어 제1호 제품인 “다이아졸 연고”를 만들었으며, 이것이 국내최초의 튜브제품이다. 이 제품의 성공을 기반으로 종근당약방은 충정로3가 35로 이전하여 1950년 2월 종근당약방의 제2호 제품인 살충제 “강신(强新) 빈대약”을 출시하였다. 한국전쟁이 끝난 후인 1955년 1월 이종근은 종근당제약사를 설립하여 제약허가를 취득하였으며, 그해 가을 서대문구 충정로3가 357에 목조2층 건물을 건립하고 본사로 사용하였다. 1956년 1월 10일자로 자본금 500만원의 ‘주식회사 종근당제약사’로 등기하였다. 1969년 상호를 ‘주식회사 종근당’으로 개명하였으며, 이 해 한국 총 의약품 수출의 56.5%를 종근당이 수출하였다.

## 국내 대표제약기업 종근당의 발전: FDA 공인, 리팜피신 발효성공, KGMP
1968년 국내 제약사 최초로 클로람페니콜의 미국 FDA 공인을 획득하였다. 1972년 국내 제약사 중 최초로 중앙연구소를 설립하고 1974년 발효공장을 완공함으로써 종근당은 원료의 발효에서부터 합성, 완제품에 이르기까지 의약품을 일괄 생산하는 최초의 제약사가 됐다. 1976년에는 대한약품공업협회(현 한국제약협회) 회장에 취임하였고, 1980년 세계 네 번째로 항결핵제 리팜피신 발효에 성공하였다. GMP(우수의약품제조관리기준)의 경우 1973년 국내최초 자체기준인 CKD-GMP를 완비하고 1986년 전제품대상 GMP시설을 완료하였다.

## 재산의 사회 환원: 고촌재단
1950년대 부산피난시절부터 종업원에게 야간학교를 다니게 지원하는 등 일찍부터 장학사업을 통한 사회 환원에 많은 관심을 가지고 있었다. 1960년대 사원대상 지원 사업을 확대하여 1972년 말에 종근당장학재단을 설립하고 전 종업원의 자녀에게 중학교 이상의 학자금을 지원하는 장학 사업을 시작하였다. 이종근은 ‘기업에서 얻은 이윤을 사회에 환원한다는 것은 좋은 일이고 마땅한 일이다. 나는 내가 번 돈을 사회에 환원하는 가장 좋은 방법이 육영사업이라고 생각한다.’라고 하였다. 1979년 이종근은 경영일선에서 은퇴하여 전문경영인에게 경영권을 물려주고 회장으로 취임하였다. 이후 장학 사업에 본격적으로 매진하였다.

## 상훈
- 1971년 동탑산업훈장
- 1975년 은탑산업훈장
- 1979년 한국의 경영자상(한국능률협회 선정)
- 1986년 국민훈장 목련장

## 사후
2006년 WHO 산하 결핵퇴치 국제협력사업단(Stop TB Partnership)과 고촌재단은 결핵퇴치를 위해 혼신의 노력을 다한 이종근의 숭고한 정신을 기리기 위해 대한민국 제약사상 최초로 고촌상(Kochon Prize)을 제정하였다. 2010년 한국조폐공사는 한국의 인물 100인 메달의 52번째 인물로 이종근을 선정하였다. 2013년 서거20주년을 맞아 종근당 충정로 본사 2층에 창업주기념관 '고촌홀'을 개관하였다.

## 연보
- 1919년 3남 2녀 중 차남으로 출생
- 1934년 사립화광보통학교 졸업
- 1941년 아현동 282-3에 궁본약방(현 종근당) 개업
- 1943년 서부약우회(서울 서부지역의 약업인 모임) 결성, 궁본약방 강제폐업
- 1946년 아현동 85-149에 자신의 이름을 딴 종근당약방 개업
- 1949년 대광화학연구소 설립. 국내최초 튜브제품 항생연고 ‘다이아졸연고’출시
- 1955년 종근당제약사 설립(대광화학연구소 소멸)
- 1956년 주식회사 종근당제약사 법인등록
- 1960년 종근당 심볼마크 현상공모 및 ‘종’마크 도입
- 1967년 대한약품공업협회 부회장
- 1968년 국내 제약업계 최초 FDA공인획득(항생제 클로람페니콜)
- 1969년 상호를 주식회사 종근당으로 개명. 우리나라 총 의약품 수출의 56.5% 기록
- 1972년 국내 제약업계 최초 중앙연구소 설립
- 1973년 종근당장학재단(현 종근당고촌재단) 문교부 등록
- 1974년 항생물질 발효공장 준공. 기초원료에서 국제수준의 완제품까지 생산하는 능력 보유
- 1976년 대한약품공업협회 회장
- 1979년 후계자 양성을 위해 경영일선에서 물러나 종근당 대표이사 회장에 취임. 장학사업에 매진.
- 1980년 세계 4번째로 항결핵제 리팜피신 발효성공
- 1987년 학교법인 고촌학원 설립하고 대동상업고등학교 이사장 취임
- 1993년 충정로 자택에서 영면